# 에이랜드
에이랜드(ÅLAND)는 2005년 홍대 1호점 오픈을 시작으로 한국의 신진 디자이너들의 제품을 판매하는 편집매장을 운영하고 있다. 대한민국 최초로 신진 디자이너들을 소개하는 매장을 시작하였고 의류뿐만 아니라 화장품, 잡화, 리빙 소품까지 다양한 제품들을 한 공간에서 만나볼 수 있게 하였다. 현재 에이랜드는 국내뿐 아니라 해외에서도 많은 K 패션 마니아를 보유하고 있다.

## 발전
대한민국 최초로 신진 디자이너들을 위한 편집숍 에이랜드가 서울 패션 신에 미친 영향은 매우 크다. 에이랜드 이전의 10~20대 젊은 소비자가 패션 거리에 자리한 보세 매장 곳곳을 돌며 쇼핑했다면 에이랜드 이후 그들은 보세 브랜드 수준의 가격대에 디자이너 브랜드를 원스톱 쇼핑할 수 있게 됐다. 디자이너로 데뷔하고자 하는 이들에게 유통 진입 장벽을 낮추며 한국 패션을 대중화 하는데 많은 도움을 주었다. 또 그간의 중저가 패션 유통처와 다르게 브랜딩 요소를 과감히 도입, 소비자가 브랜드와 공간에 대한 애착을 갖게 만든 것도 주효했다. 이에 국내 소비자는 물론 한국의 문화와 패션을 알고 싶어하는 해외 쇼퍼들에게 에이랜드는 꼭 들려야하는 필수 K패션 코스가 되고 있다. 특히 에이랜드 매장이 명동과 가로수길에서 일종의 랜드마크로 자리하게 된 것도 그 영향이다. 현재 에이랜드는 국내 15개점, 해외(홍콩, 태국, 미국, 일본) 6개점을 운영하고 있으며 K 패션을 널리 알릴 예정이다.